# El Guettar (délégation)
Pour les articles homonymes, voir El Guettar.
El Guettar est une délégation tunisienne dépendant du gouvernorat de Gafsa.
En 2004, elle compte 19 942 habitants dont 9 463 hommes et 10 479 femmes répartis dans 4 114 ménages et 4 549 logements.
Cette délégation comprend quatorze localités : Bou Omrane, Ouled Bou Saad, Bir Saad, Cité Okba, Cité Orbata Est, Cité Orbata Ouest, Cité populaire, Cité populaire route Gabès, Cité Sprols, El Amaiem, El Guettar, Majni, Nchiou et Lortes.